# Dictyophara tangigharuha
Dictyophara tangigharuha är en insektsart som beskrevs av Dlabola 1957. Dictyophara tangigharuha ingår i släktet Dictyophara och familjen Dictyopharidae. Inga underarter finns listade i Catalogue of Life.